# Левенштерн, Владимир Иванович
Барон Владимир Иванович Левенштерн (1776—1858) — генерал-майор, военный писатель.

## Биография
Принадлежал к древнему дворянскому роду, получившему баронское достоинство в 1720 году, родился 8 декабря 1776 года в замке Разик, в Гарриенском уезде Эстляндии.
По окончании начального образования в Ревельской дворянской академии в 1793 году он был принят сержантом в лейб-гвардии Семёновский полк и находился бессменным адъютантом при генерал-аншефе графе Н. И. Салтыкове.
Переведённый в декабре 1794 году в конную гвардию вахмистром, он в следующем году был назначен ротмистром в лёгкий кавалерийский Украинский полк, переименованный в Стародубовский кирасирский, в рядах которого находился в походе 1798—1799 годов к берегам Рейна против французов. В 1800 году он в чине майора находился среди войск, отправленных под предводительством графа Палена к берегам Балтийского моря для наблюдения за английским флотом адмирала Нельсона, но в 1802 году, вследствие болезни, уволился от службы.
Во время Отечественной войны 1812 года, по предложению военного министра Барклая-де-Толли, Левенштерн вновь поступил на военную службу и был назначен старшим адъютантом главнокомандующего. При отступлении главной квартиры из Вильны на Дриссу он исполнял должность делопроизводителя при составлении секретных донесений, которые Барклай-де-Толли посылал государю, а затем в качестве парламентёра находился в командировке во французском лагере для разведок.
Участвовал в Бородинском сражении в качестве старшего адъютанта Барклая-де-Толли и исполнял его поручения. Во главе батальона Томского полка участвовал в знаменитой контратаке на батарею Раевского, в ходе которой был ранен. Этот эпизод, известный только из записок самого Левенштерна, в отечественной военно-исторической литературе обычно замалчивается: честь организации контратаки приписывается другим её участникам, Ермолову и Кутайсову. Учитывая официальное отношение Барклая-де-Толли графу Растопчину за №677 от 11 августа 1812 года у историков и исследователей творчества генерала есть все основания сомневаться в его причастности к Бородинскому сражению: 
Польза службы Е. И. В. требует, чтобы В[аше] С[иятельство] изволили отправленного при сем адъютанта моего майора Левенштерна задержать до окончания войны под благовидными какими предлогами в Москве и покорнейше прошу Вас приказать за всеми его сношениями и знакомствами иметь строгий секретный надзор.
Во время заграничных походов русской армии командовал партизанским отрядом в составе корпуса барона Ф. Ф. Винцингероде, казачий отряд под его командой провел много удачных операций. За взятие с боя стратегически важного города Бернбурга 5 октября 1813 г. по указу от 18 декабря 1813 г. В. И. Левенштерн был награждён орденом св. Георгия 4-й степени (№ 2761 по кавалерскому списку Григоровича — Степанова). 
"Мне посчастливилось первому одержать победу над неприятелем на новом театре военных действий", - 4 ноября 1813 г. полковник барон Левенштерн был пожалован орденом Святой Анны 2 степени за сражение при Винзене (в списке кавалеров ордена Св. Анны 2 ст. следующим указан поручик артиллерии Ратманов, представленный Левенштерном к высокой награде за то же дело). С этого времени состоял при генерал-лейтенанте графе Воронцове.
Одним из самых ярких эпизодов военной биографии барона В. И. Левенштерна были удачно проведенные лично им переговоры, закончившиеся подписанием акта о капитуляции гарнизона города Суассон 19 февраля (3 марта) 1814 г. После отступления Главной союзнической армии под командованием князя Шварценберга Наполеон со своей армией начал преследование Силезской армии фельдмаршала Блюхера, двигавшейся в сторону долины Марны для соединения с корпусами барона Ф. Ф. Винценгероде и Ф. В. фон Бюлова. Лучшим местом для переправы армии Блюхера на правый берег реки Эны был каменный мост в хорошо укрепленном Суассоне, занятом сильным  французским гарнизоном под командой генерала Ж. К. Моро. Утром 18 февраля (2 марта) корпус барона Винцингероде подошёл к Суассону из Реймса и занял левый берег Эны, а корпус фон Бюлова обложил правый берег, однако штурм города представлялся слишком длительным, через день или два Наполеон мог настигнуть утомленную боями и длительным переходом Силезскую армию и разбить её. По предложению генерала графа М. С. Воронцова барон Ф. Ф. Винценгероде "послал в город полковника барона Левенштерна, который весьма ловко вручил привезенное им письмо своего начальника на имя суассонского коменданта одному из его адъютантов, добился позволения видеть генерала Моро и был проведен на квартиру его верхом с завязанными глазами двумя жандармами". Левенштерн объявил французскому коменданту, что город будет взят непременно, "хотя бы для этого пришлось нам пройти по груде развалин и трупов", а после будет отдан солдатам на разграбление, и ждать ответа парламентер долго не собирался. Такая нужная союзникам капитуляция без боя была заключена на необычных условиях: гарнизон свободно выступил из Суассона по дороге в Компьень с оружием, обозами и при 6 орудиях. Когда акта о капитуляции был уже подписан (3 марта 1814 г. в 16 часов), в Суассон прибыли адъютант фон Бюлова майор Мартенс, позже пыташийся присвоить одному себе всю честь этой капитуляции, и флигель-адъютант Александра I полковник Панкратьев. После выхода французского гарнизона союзные войска заняли Суассон, подошедшая армия Блюхера спокойно переправилась на правый берег Эны. Узнав о сдаче Суассона, Наполеон был вне себя от гнева, он почти догнал армию Блюхера, из-за подписавшего капитуляцию коменданта армия Наполеона потеряла плоды восьмидневных усиленных маршей. Генерал Моро был отдан под суд, и не был расстрелян только потому, что в скором времени был взят Париж.
В 1815 году полковник Левенштерн получил назначение командиром в Ахтырский гусарский полк. Состоя на службе в отдельном корпусе графа Воронцова в 1815—1818 годах, барон Левенштерн по выступлении корпуса в Россию находился по 15 апреля 1819 года начальником всех русских войск, оставшихся во Франции. 26 октября 1818 года был награждён алмазными украшениями к ордену Святой Анны 2-й степени.
По возвращении в Россию он был уволен к статским делам и 30 апреля 1823 года переименован в действительные статские советники, а 14 сентября 1826 года принят вновь на военную службу полковником, с назначением вторым комендантом в Ревель. 6 декабря 1826 года он был произведён в генерал-майоры, с назначением состоять при начальнике 3-й драгунской дивизии. 19 марта 1828 года назначен командиром 2-й бригады 3-й уланской дивизии; 28 мая 1824 года был отчислен по кавалерии и наконец 8 января 1838 года уволен от службы с мундиром и пенсионом полного жалованья.
Левенштерн скончался в Санкт-Петербурге 21 января 1858 года.

## Семья
Первая жена (с 1804 года) —  графиня Наталья Ивановна Тизенгаузен (1782—1809), фрейлина двора, дочь обер-гофмейстера И. А. Тизенгаузена и сестра Фёдора Тизенгаузена. Умерла от рака груди. Их сыновья Лев (ум. 1805) и Фердинанд (ум. 1806).
Вторая жена (с 17 апреля 1821 года) — Софья Михайловна Обрескова (1798— ?), дочь М. А. Обрескова. Их дети: Михаил (1822), Екатерина (1824—1853), Александр (1827) и Аделаида (ум. 1857).

## Литературное наследие
Известны три редакции воспоминаний Лёвенштерна. Их можно было бы условно назвать первой, второй и компилятивной. Последовательность их опубликования волей случая оказалось обратной времени их создания.
Компилятивная редакция появилась в печати сразу же после смерти мемуариста, в 1858 г., в Гейдельберге, на немецком языке, под заглавием «Denkwürdigkeiten eines Livländers aus den Jahren 1790—1815» («Воспоминания одного лифляндца о 1790—1815 годах»). Издатель, Фридрих фон Смит, лично знал Лёвенштерна и одно время даже служил под его начальством. Согласно его свидетельству, текст был составлен по дневнику, письмам и изустным рассказам Лёвенштерна, который в 1850 году сам пересмотрел их, исправил и дополнил.
Вторая редакция представлена рукописью на французском языке, хранившейся во 2-й половине XIX в. в архиве военного министерства; опубликована в русском переводе в журнале «Русская старина» в 1900—1902 гг.
Первая редакция появилась в печати последней: издана в Париже по оригинальной рукописи (написанной на французском языке) в 1903 г.. Издателем был французский военный историк майор Морис Анри Вейль. Узнав, что журнал «Русская старина» собирается публиковать «Записки генерала В. И. Лёвенштерна», Вейль хотел отказаться от идеи издавать «Мемуары», доставшиеся ему от брата генерала — Жоржа де Лёвенштерна. Но, получив номер журнала за 1900 г. с началом «Записок» и сравнив русский перевод с оригиналом на французском языке, Вейль «обнаружил чувствительные отличия, существенные изменения, дополнения и сокращения, которые полностью меняли смысл и последовательность в той рукописи, которую я держал в руках».
Происхождение двух авторских редакций раскрывается в письме Владимира Лёвенштерна брату, датируемом декабрём 1846 г.: «Император узнал о моих намерениях и попросил представить ему мои мемуары. Я не смог послать их ему в том виде, в каком писал прежде. Я работал полтора года, чтобы сделать их немного более удобоваримыми и придать им более подходящую форму. Я слишком стар, чтобы переписывать всё вторично, и могу послать тебе только первый набросок, полный помарок и исправлений, в общем совершенный хаос. Но этот набросок имеет хотя бы то преимущество, что в нем изображена правда без прикрас, порой резкая и неприглаженная. Пусть эти бумаги лежат у тебя на моем старом шкафу до тех пор, пока архивы не откроют для всех любопытных. И тогда ты будешь иметь истинное выражение моих мыслей, равно как и полный контроль над этими документами». Ознакомившись с русскоязычной публикацией, Вейль сделал вывод, что в его руках находится тот самый первый набросок мемуаров, который, по мысли его автора, выражает всю правду и его подлинные мысли.
Анализируя рукопись, Вейль пришёл к выводу, что главной целью Лёвенштерна было сочинение защитительной речи «pro domo sua» (то есть в защиту себя и своих дел). Читая воспоминания, французский историк увидел в их авторе «истинного воина, прекрасного кавалериста», который рассказывает со всей откровенностью обо всех перипетиях, обо всех взлетах и падениях своей переменчивой жизни. Вейль особо подчеркивает редкие высокие человеческие и нравственные качества старшего русского офицера, который, «бросая в прошлое спокойный взор, рассуждал о великих событиях, участником которых он был, с редким беспристрастием и шутливой философией взирал без зависти на блеск и суету тех, кому судьба благоприятствовала больше, чем ему, и кто зачастую возвысился в обход его, доволен тем, что смог до конца жизни сохранить добродушный нрав».
На русский язык ранняя редакция мемуаров Лёвенштерна никогда не переводилась.

## Память
Левенштерну посвящена историческая миниатюра В. Пикуля «Как сдавались столицы».